# 山口大学医学会
山口大学医学会（やまぐちだいがくいがくかい、英語: Yamaguchi University Medical Association）は、日本の学術研究団体の一つ。

## 概要
1973年7月22日設立。学術研究団体としての種別は単独学会。
基礎医学を学術研究領域とし、山口県下の医学教育と研究の振興を目的としている。

## 沿革
- 1952年 - 山口県立医科大学医学会発足（前身）。
- 1973年 - 山口大学医学会設立。

## 刊行物

### 山口医学
- 誌名（和文）：山口医学
- 誌名（欧文）：Yamaguchi Medical Journal
- 創刊年：1949
- 資料種別：ジャーナル（査読付き論文を含む）
- 使用言語：日本語のみ
- 発行形態：印刷体
- 著作権帰属先：学会
- クリエイティブコモンズ：定めていない
- 購読：無料